# Fournels (kanton)

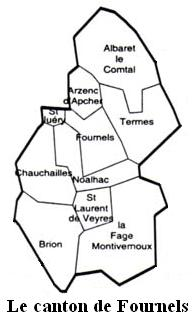
A kanton községei

Fournels kanton (franciául Canton de Fournels) Lozère megye északnyugati részén, a Mende-i kerületben fekszik, Cantal megye határán, központja Fournels.
Területe 172,49 km², 1999-ben 1334 lakosa volt, népsűrűsége 7,7 fő/km². 10 község (commune) tartozik hozzá. A kanton községei egyben a Hautes-Terres településtársulást alkotják 1998. december 3. óta.
A kanton területének 17%-át (29,34 km²) borítja erdő.

## Községek
| Község neve             | Terület (km²) | Népesség (2011, fő) | Népsűrűség (2011, fő/km²) |
| ----------------------- | ------------- | ------------------- | ------------------------- |
| Albaret-le-Comtal       | 29,56         | 186                 | 6,3                       |
| Arzenc-d’Apcher         | 7,88          | 48                  | 6,1                       |
| Brion                   | 22,11         | 98                  | 4,4                       |
| Chauchailles            | 17,40         | 96                  | 5,5                       |
| La Fage-Montivernoux    | 37,77         | 164                 | 4,3                       |
| Fournels                | 15,76         | 375                 | 24                        |
| Noalhac                 | 13,51         | 98                  | 7,3                       |
| Saint-Juéry             | 1,65          | 65                  | 39                        |
| Saint-Laurent-de-Veyrès | 9,11          | 42                  | 4,6                       |
| Termes                  | 17,65         | 213                 | 12                        |
| Fournels kanton         | 172,49        | 1385                | 7,7                       |

## Népesség
| Év   | Lakosság |
| ---- | -------- |
| 1962 | 2079     |
| 1968 | 1775     |
| 1975 | 1588     |
| 1982 | 1569     |
| 1990 | 1413     |
| 1999 | 1334     |
| 2011 | 1385     |